# Cs. kir. Északi Államvasút
Az (osztrák) cs. kir. Északi Államvasút (rövidítve: NStB) volt a Habsburg Birodalom (Osztrák császárság) első állami vasúttársasága. Vonalai a mai Csehország területén voltak.

## Története
Bár 1840 körül Európában még csak néhány vasútvonal üzemelt, az Udvari Tanács (Allgemeinen Hofkammer) elnöke, Carl Friedrich von Kübeck javaslatot tett vasutak építésére. Ebben egyrészt Csehország iparosodása és a Keleti- és Balti-tengeri kapcsolat megteremtése játszott szerepet, másrészt a katonai szállítási szempontok, mivel Poroszország semleges, ám Szászország szövetséges volt.
Max Lichtner prágai ügyvéd már 1836-ban koncessziót kapott a Brno-Prága vasútvonalra, de az építési költséget nem tudta előteremteni. Ugyanakkor ez a koncesszió  megakadályozta, hogy a KFNB, amely külön engedélyért folyamodott, hogy ezt a szakaszt megépítse. Mivel a döntést nem I. Ferdinánd, hanem az állam hozta, az Államtanácsban Salomon Rothschild megszerezte Metternich támogatását a KFNB–nek és sikerült Kübecknek meggyőzni, hogy a vasút üzemeltetését a magántársaságnak hagyja.
1841. december 19-én Kübeck tervét jóváhagyták és Hermenegild von Francesconit kinevezték főigazgatónak. Francesconi a KFNB-től hozta magával a részletes terveket, különösen a keleti végpontra, Brünnre és Olmützre vonatkozóan. 1842. augusztus 3-án kiadták az engedélyt az Olmütz-Prága vonalra és az év szeptember 4-én megindult az építkezés.

## Építése és megnyitása
Az emelkedők és ívek miatt sok műtárgyra volt szükség. Az alépítmény elkészült a két sín számára, de csak rövid szakaszon, Prága és Biechovicz között volt valójában kétvágányú. Ezt a pályaszabványt később más államvasutak is elfogadták. 1843-ban a Talachini cég elkezdte építeni a Brünn-Böhmisch Trübau vonalat. A társaság vezetőinek megszorító intézkedései és a rossz bánásmód a munkásokkal számos esetben a tífuszt, vérhast és kiütéses tífuszt okozott. A befejezést késleltették a márciusi forradalmak és a nehéz terep is. Végül 1849-ben elkészült.

## Vonalai
Megnyitás
- 1845. szeptember 1.: Olmütz - Prága
- 1849. január 1.: Brno - Böhmisch Trübau
- 1850. június 1.: Prága - Lobositz
- 1850. október 1.: Lobositz - Aussig
- 1851. április 8.: Aussig - Bodenbach - Landesgrenze bei Niedergrund

## Fordítás
- Ez a szócikk részben vagy egészben  a   k.k. Nördliche Staatsbahn című német Wikipédia-szócikk fordításán alapul.  Az eredeti cikk szerkesztőit annak laptörténete sorolja fel. Ez a jelzés csupán a megfogalmazás eredetét és a szerzői jogokat jelzi, nem szolgál a cikkben szereplő információk forrásmegjelöléseként.